# Antipatro di Bostra
Antipatro di Bostra (in greco Ἀντίπατρος?; V secolo – V secolo) è stato un arcivescovo bizantino, arcivescovo di Bostra.

## Biografia
Fu eletto metropolita della capitale della provincia romana d'Arabia dopo il 451, anno in cui venne celebrato il concilio di Calcedonia al quale prese parte Costantino, suo probabile predecessore sulla cattedra di Bostra.
È documentato per la prima volta nel 457, quando fu consultato, tramite lettera, dall'imperatore Leone I il Trace, a proposito dell'autorità dei decreti del concilio calcedonese. L'anno seguente fu tra i promotori della liberazione dalle prigioni di Bostra del re dei Saraceni Terebone.
La sua opera principale fu l'Antirresis, nella quale confutava aspramente l'Apologia ad Origene di Panfilo e Eusebio di Cesarea; di quest'opera ci sono giunti alcuni frammenti, pubblicati negli atti del concilio di Nicea del 787 e in alcune citazioni di Giovanni Damasceno.
Di lui sono rimasti inoltre frammenti di omelie in greco, in armeno e in siriaco, e una in latino, non tutte però attribuibili con certezza ad Antipatro di Bostra.
Una lunga iscrizione metrica, scoperta a Bostra, non databile, parla di Antipatro come di un "illustre campione della dottrina ortodossa", "pontefice ispirato da Dio", "celebre per la sua saggezza", a cui si deve la costruzione di una chiesa dedicata alla Madre di Dio.